# カンディド・ロペス
カンディド・ロペス（Cándido López、1840年8月29日 - 1902年12月31日）はアルゼンチンの画家、写真家である。パラグアイ戦争に参加し、その情景を描いた作品で知られる。独学の画家で、「素朴派」の画家の一人ともされることもある。

## 略歴
ブエノスアイレスで生まれた。1858年に地元の写真家のデスカルソ(Carlos Descalzo)に弟子入りした。ブエノスアイレスで写真の仕事をするが当時の写真には準備に手間がかかったのを嫌って、徐々に画家の道に転ずることになる。
1859年から1860年の間、ブエノスアイレス州やサンタフェ州南部の町を巡回して、多くの写真を撮影した。1860年にブエノスアイレス州のメルセデスに店を持ち、1862年に大統領になったバルトロメ・ミトレの肖像画を描いた。その後、サン・ニコラス・デ・ロス・アロヨスに移った。
1863年にイタリア生まれの画家、イグナツィオ・マンツォーニと親しくなり、絵の技術を学び、別のイタリア出身の画家、バルダッサーレ・ヴェラッチからも学んだ。
1864年にパラグアイ戦争が始まると、ロペスはサン・ニコラスの歩兵部隊の士官として召集された。パソ・デ・ラ・パトリアなどでの戦いに参加したが、戦闘の合間に軍営地の風景を描いた。その絵をブエノスアイレスに送ると、前線のことを知りたがっていた市民たちに人気となった。その後、Estero Bellacoや Yataytí Corá、Boquerón、Sauceでの戦闘に参加し、1866年のCurupayty の戦いで、右腕を切断する負傷をし、軍隊を除隊し、数ヶ月の病院生活の後サン・ニコラスに帰郷した。
左手で絵を描く訓練をして、1869年頃には美術界に復帰し、パラグアイ戦争の情景を描き始めたが、経済的に困窮し、1887年に元大統領のミトレに支援を求める手紙を送った。ミトレの支援のもとにパラグアイ戦争を記録する絵画に対して助成金を得ることができるようになり1888年から1901年の間に代表作となる絵画を描くことになった。これらの作品は例えば1.5m×0.5mの横長なキャンパスに描かれた。
1902年にブエノスアイレス州のバラデロで死去した。

## 作品

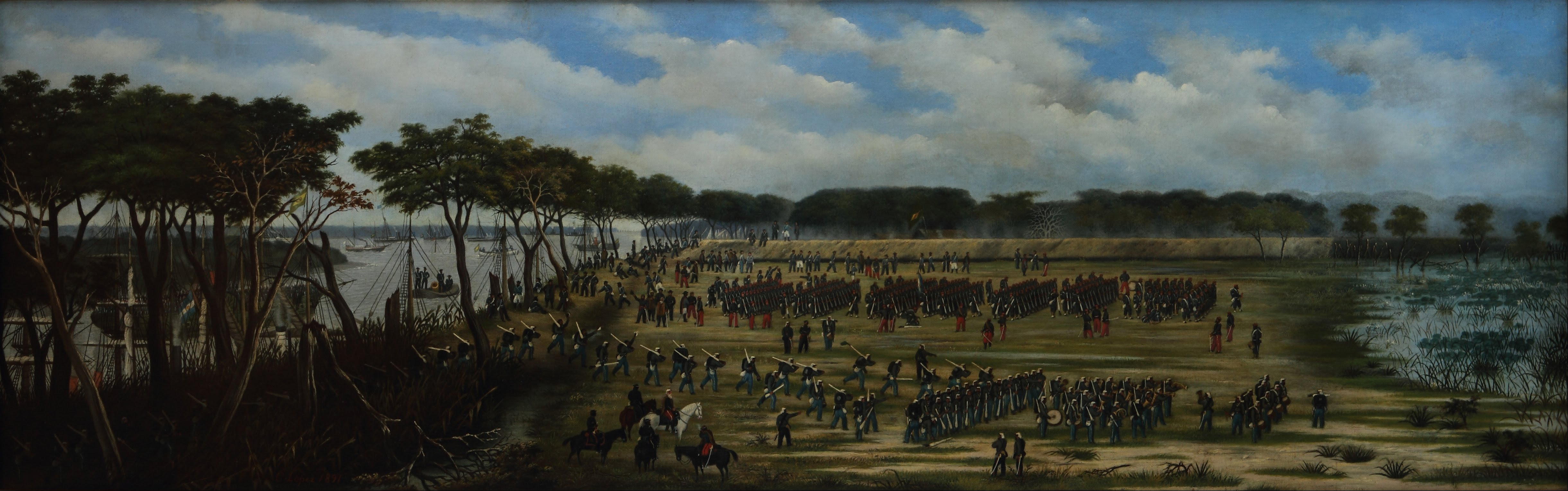
パラグアイ戦争における三国同盟軍の上陸作戦 (1891)
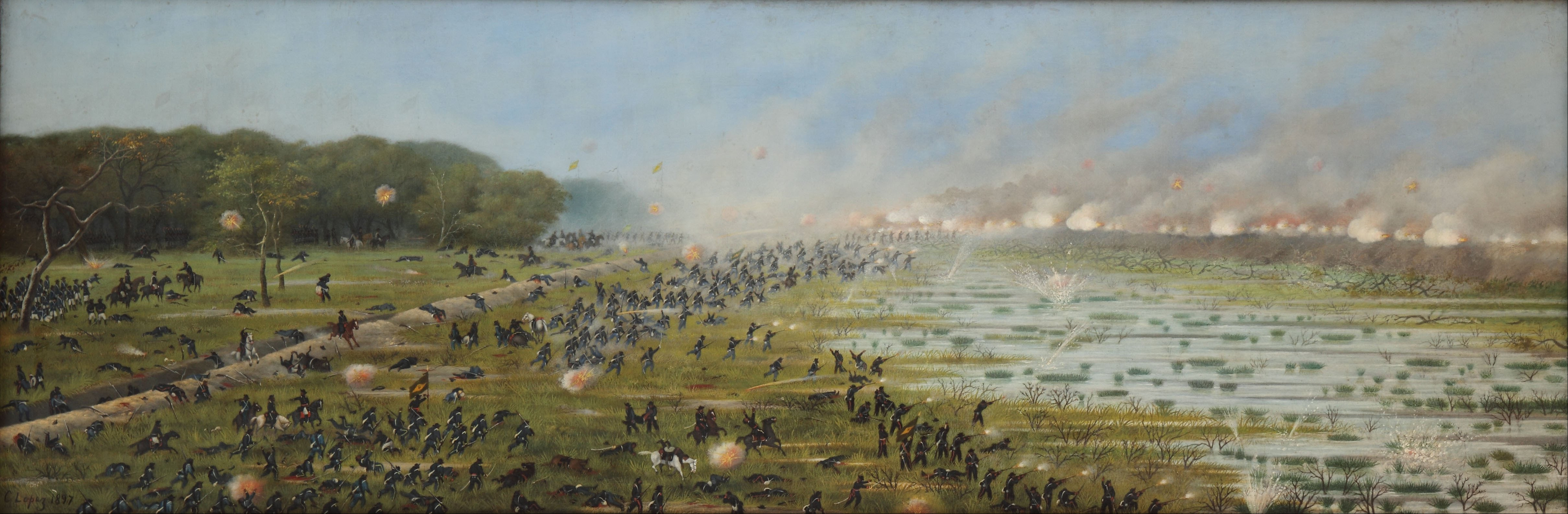
クルパイティ(Curupaytí)の戦いでのブラジル軍の攻撃 (1897)

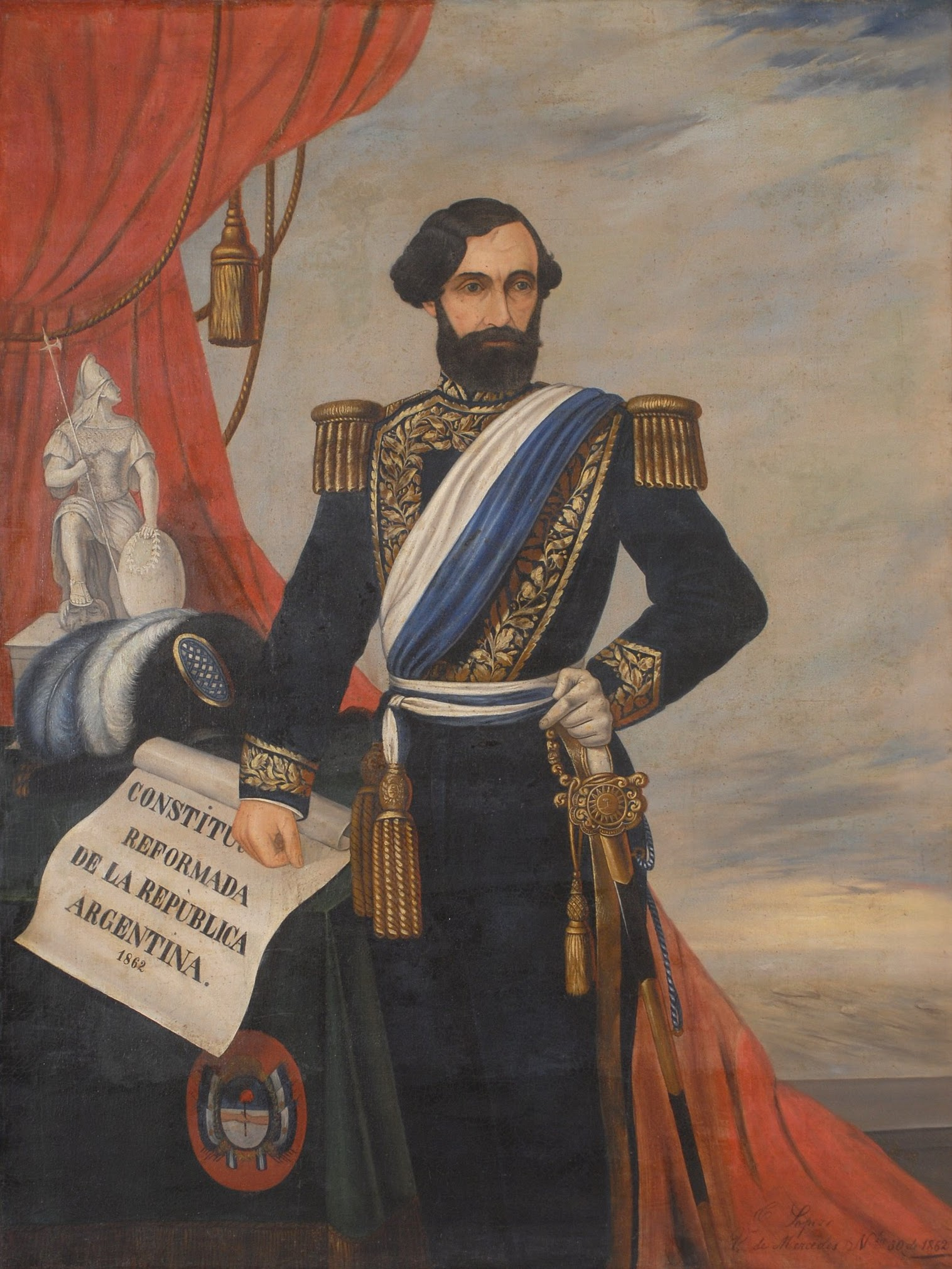
バルトロメ・ミトレ (1862)
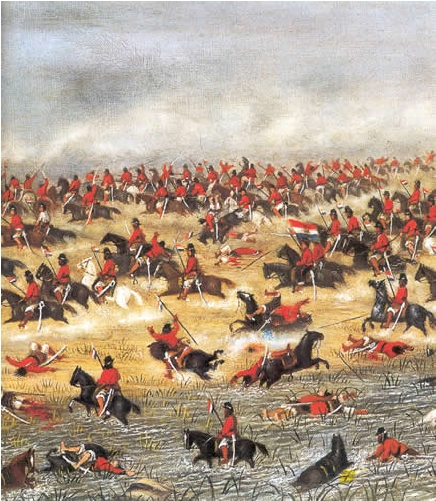
ロペスの戦争画の細部
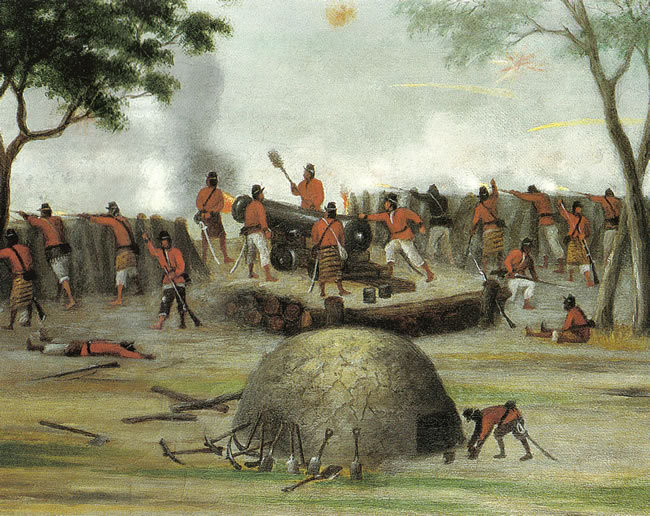
ロペスの戦争画の細部
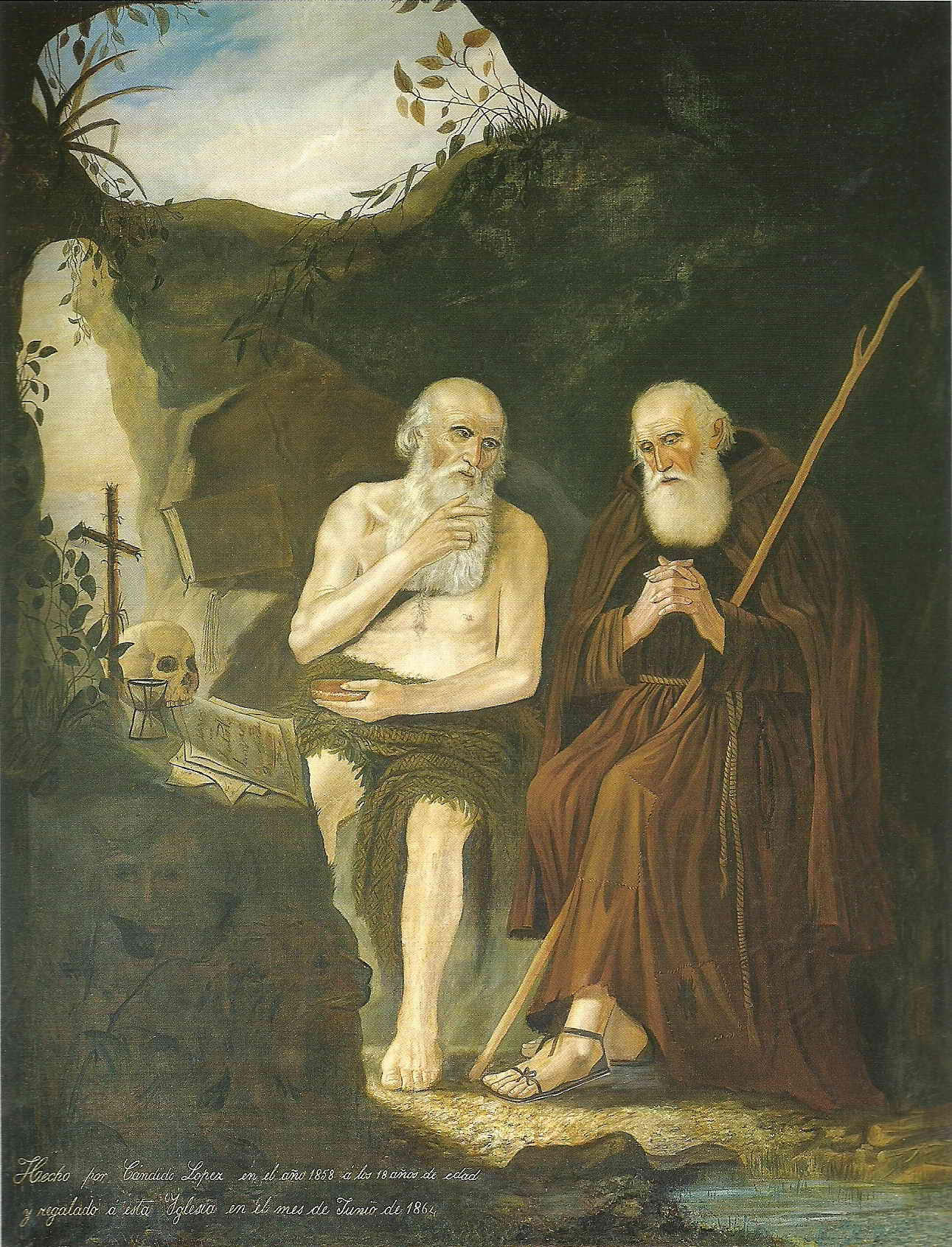
聖ヒエロニムス

## 関連文献
- Fermín Fèvre, Cándido López (series: "Tesoros de la pintura argentina"), El Ateneo, 2000 ISBN 987-94710-1-6
- Marcelo Pacheco, (with an introduction by Augusto Roa Bastos), Cándido López, Proyecto Cultural Artistas del Mercosur, Ediciones Banco Velox, 1998 ISBN 987-95765-6-X